# Liolaemus signifer
Espèce
Statut de conservation UICN

 NT  : Quasi menacé
Synonymes
- Proctotretus signifer Duméril & Bibron, 1837
- Proctotretus multiformis Cope, 1875
- Liolaemus lenzi Boettger, 1891
- Liolaemus tropidonotus Boulenger, 1902
- Liolaemus variabilis courtyi Pellegrin, 1909
- Liolaemus variabilis crequii Pellegrin, 1909
- Liolaemus variabilis neveui Pellegrin, 1909
- Liolaemus bolivianus Pellegrin, 1909

Liolaemus signifer est une espèce de sauriens de la famille des Liolaemidae.

## Répartition et habitat
Cette espèce se rencontre :
- au Chili dans la région d'Antofagasta ;
- en Bolivie dans les départements de Cochabamba, de La Paz, d'Oruro et de Potosí ;
- au Pérou.

Elle vit dans la puna (milieu de montagne froid et sec) entre 3 700 et 4 800 m d'altitude.

## Description
C'est un saurien vivipare.

## Taxinomie
La sous-espèce Liolaemus signifer annectens a été élevée au rang d'espèce par Lobo, Espinoza et Quinteros en 2010.

## Publication originale
- Duméril & Bibron, 1837 : Erpétologie Générale ou Histoire Naturelle Complète des Reptiles. Librairie. Encyclopédique Roret, Paris, vol. 4, p. 1-570 (texte intégral).